# تازة كند نصرت أباد
تازة كند نصرت‌ أباد هي قرية في مقاطعة تكاب، إيران. يقدر عدد سكانها بـ 851 نسمة بحسب إحصاء 2016.